# Erzengel-Michael-Kirche (Jaroslawl)

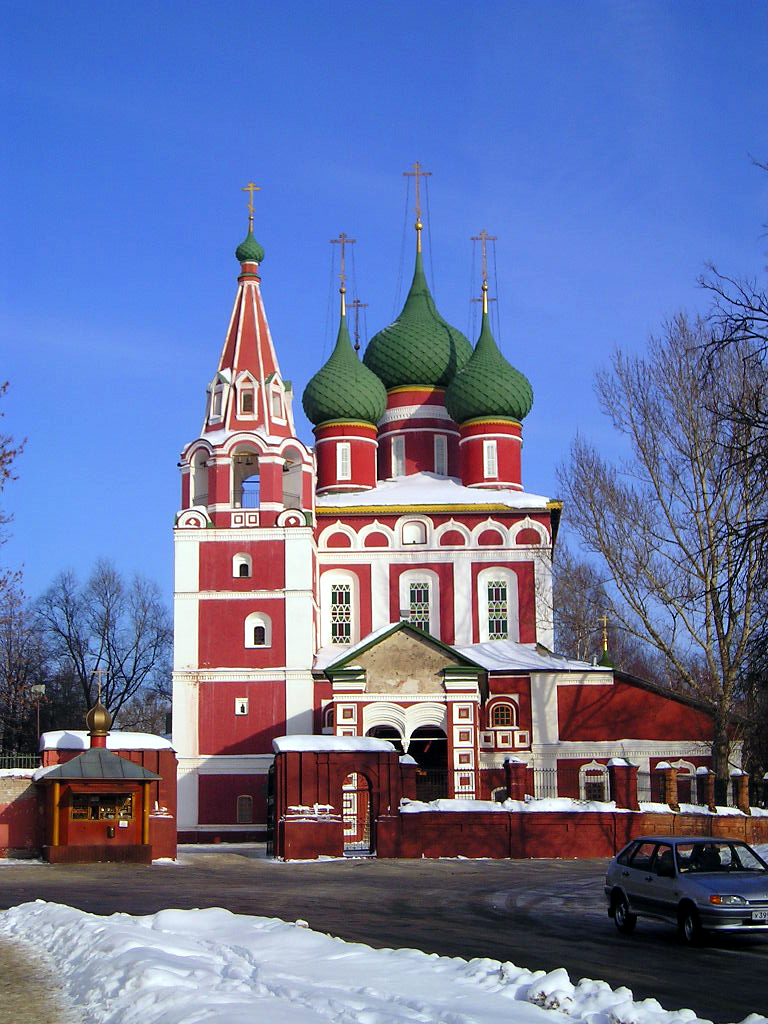
Die Erzengel-Michael-Kirche in Jaroslawl

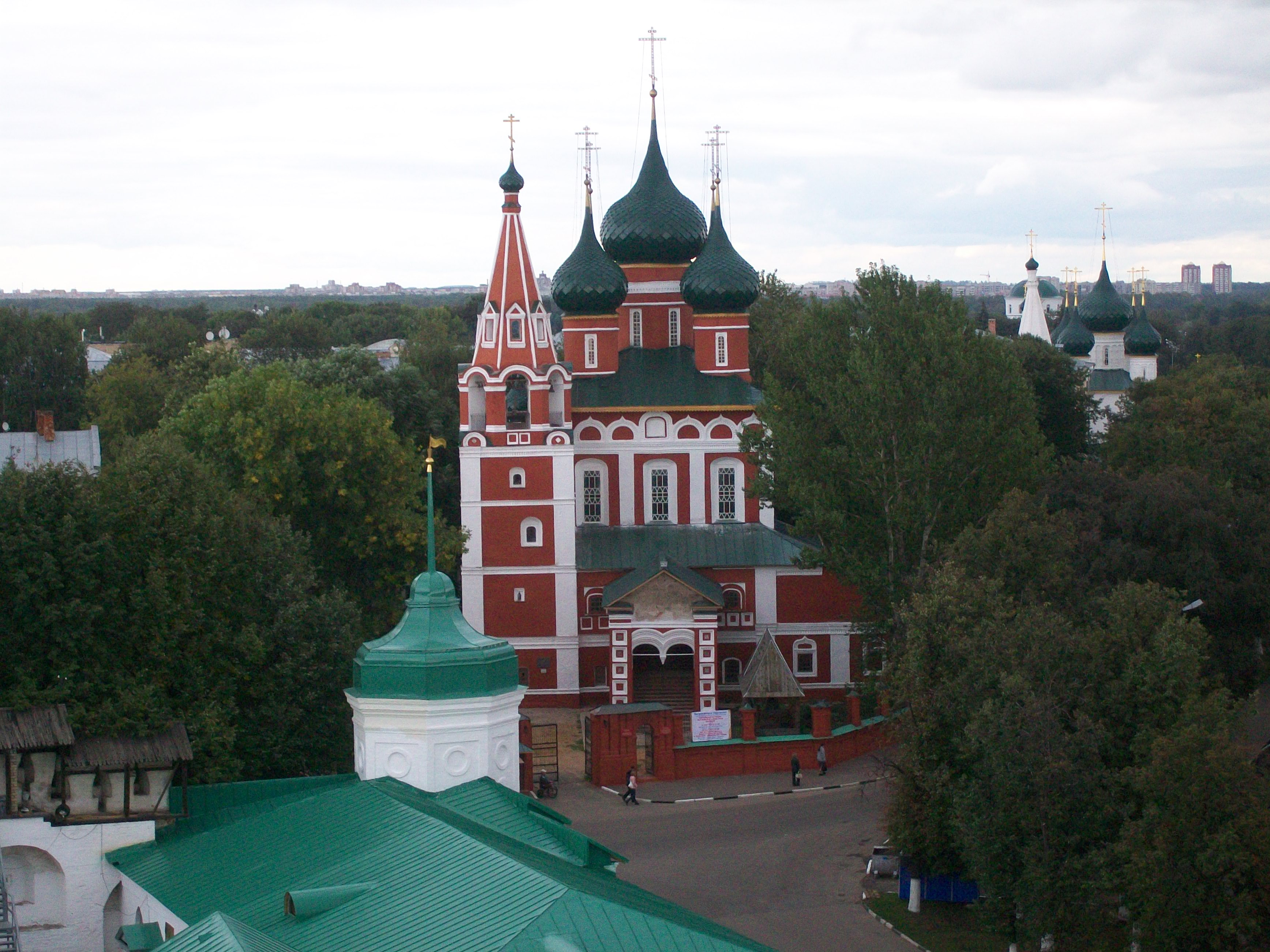
Die Kirche vom Erlöser-Verklärungs-Kloster aus gesehen

Die Erzengel-Michael-Kirche (russisch Церковь Архангела Михаила) ist eine russisch-orthodoxe Kirche in der Stadt Jaroslawl in Russland. Erbaut wurde sie von 1657 bis 1682 in direkter Nähe zum Erlöser-Verklärungs-Kloster.

## Geschichte
Der Bau der Erzengel-Michael-Kirche begann 1657 und dauerte 25 Jahre. Erst 1682 wurde diese fertiggestellt. Der Grundriss der Kirche ist fast identisch mit denen der Kirche des Heiligen Nikolaus und der Prophet-Elija-Kirche in Jaroslawl.
Die Wandmalereien der Kirche wurden 1731 von den Jaroslawler Malermeistern unter Leitung von Fjodor Fjodorow vollendet. Die aufwändige Freskenbemalung im Innenraum ist charakteristisch für die späteste Jaroslawler Freskenmalerei.
Im Jahr 1924 wurde die Kirche geschlossen. Einige Gegenstände und alte Bilder wurde gestohlen und tauchten später in verschiedenen Museen auf. Durch Umbauten im Inneren des Gebäudes wurden die prächtigen Fresken stark beschädigt.
Nach dem Ende der Sowjetunion wurde das Gotteshaus der Russisch-Orthodoxen Kirche zurückgegeben. 1994 begann die Renovierung und bis zum Jahr 2000 wurde die Außenfassade wiederhergestellt und Buntglas in die Fenster eingesetzt. Die Fresken über dem Eingang sind jedoch noch immer beschädigt.

## Architektur
Die Kirche ist ein roter Zentralbau mit fünf grünen Zwiebeltürmen. Den mittleren Zwiebelturm umgeben vier kleinere in den Ecken. Am westlichen Ende des Kirchengebäudes befindet sich ein Glockenturm.